# Seleção Colombiana de Futebol Feminino
A Seleção Colombiana de Futebol Feminino representa a Colômbia nas competições oficiais da FIFA e Jogos Olímpicos.
Disputou sua primeira Copa do Mundo em 2011 e foi qualificada para a competição da edição de 2023. Sua primeira participação em Copas América foi em 1998, ficando em quatro oportunidades na segunda colocação (2010, 2014, 2022 e 2025).

## Títulos
- Jogos Bolivarianos: 2009 Sucre, 2017 Santa Marta
- Jogos Pan-Americanos: 2019

## Desempenhos em competições

### Copa do Mundo
| Desempenho na Copa do Mundo | Desempenho na Copa do Mundo | Desempenho na Copa do Mundo | Desempenho na Copa do Mundo | Desempenho na Copa do Mundo | Desempenho na Copa do Mundo | Desempenho na Copa do Mundo | Desempenho na Copa do Mundo | Desempenho na Copa do Mundo |
| Edição                      | Fase                        | J                           | V                           | E                           | D                           | GP                          | GC                          | S                           |
| --------------------------- | --------------------------- | --------------------------- | --------------------------- | --------------------------- | --------------------------- | --------------------------- | --------------------------- | --------------------------- |
| 1991                        | Não entrou                  | Não entrou                  | Não entrou                  | Não entrou                  | Não entrou                  | Não entrou                  | Não entrou                  | Não entrou                  |
| 1995                        | Não entrou                  | Não entrou                  | Não entrou                  | Não entrou                  | Não entrou                  | Não entrou                  | Não entrou                  | Não entrou                  |
| 1999                        | Não qualificado             | Não qualificado             | Não qualificado             | Não qualificado             | Não qualificado             | Não qualificado             | Não qualificado             | Não qualificado             |
| 2003                        | Não qualificado             | Não qualificado             | Não qualificado             | Não qualificado             | Não qualificado             | Não qualificado             | Não qualificado             | Não qualificado             |
| 2007                        | Não qualificado             | Não qualificado             | Não qualificado             | Não qualificado             | Não qualificado             | Não qualificado             | Não qualificado             | Não qualificado             |
| 2011                        | Fase de grupos              | 3                           | 0                           | 1                           | 2                           | 0                           | 4                           | -4                          |
| 2015                        | Oitavas de final            | 4                           | 1                           | 1                           | 2                           | 4                           | 5                           | -1                          |
| 2019                        | Não qualificado             | Não qualificado             | Não qualificado             | Não qualificado             | Não qualificado             | Não qualificado             | Não qualificado             | Não qualificado             |
| 2023                        | Quartas de final            | 5                           | 3                           | 0                           | 2                           | 6                           | 4                           | +2                          |
| 2027                        | A definir                   | A definir                   | A definir                   | A definir                   | A definir                   | A definir                   | A definir                   | A definir                   |
| Total                       |                             | 12                          | 4                           | 2                           | 6                           | 10                          | 13                          | -3                          |

### Copa América
| Desempenho na Copa América | Desempenho na Copa América | Desempenho na Copa América | Desempenho na Copa América | Desempenho na Copa América | Desempenho na Copa América | Desempenho na Copa América | Desempenho na Copa América | Desempenho na Copa América |
| Edição                     | Fase                       | J                          | V                          | E                          | D                          | GP                         | GC                         | S                          |
| -------------------------- | -------------------------- | -------------------------- | -------------------------- | -------------------------- | -------------------------- | -------------------------- | -------------------------- | -------------------------- |
| 1991                       | Não participou             | Não participou             | Não participou             | Não participou             | Não participou             | Não participou             | Não participou             | Não participou             |
| 1995                       | Não participou             | Não participou             | Não participou             | Não participou             | Não participou             | Não participou             | Não participou             | Não participou             |
| 1998                       | Fase de grupos             | 4                          | 2                          | 0                          | 2                          | 11                         | 16                         | -5                         |
| 2003                       | Terceiro lugar             | 5                          | 2                          | 1                          | 2                          | 12                         | 16                         | -4                         |
| 2006                       | Fase de grupos             | 4                          | 1                          | 1                          | 2                          | 4                          | 11                         | -7                         |
| 2010                       | Vice-campeão               | 7                          | 4                          | 1                          | 2                          | 19                         | 8                          | +11                        |
| 2014                       | Vice-campeão               | 7                          | 5                          | 2                          | 0                          | 12                         | 2                          | +10                        |
| 2018                       | Quarto lugar               | 7                          | 3                          | 2                          | 2                          | 17                         | 8                          | +9                         |
| 2022                       | Vice-campeão               | 6                          | 5                          | 0                          | 1                          | 14                         | 4                          | +10                        |
| 2025                       | Vice-campeão               | 6                          | 2                          | 4                          | 0                          | 16                         | 5                          | +11                        |
| Total                      |                            | 46                         | 24                         | 11                         | 11                         | 105                        | 70                         | +35                        |